# Jealous
JEALOUS – pierwszy singel zespołu Dir En Grey wydany w 1998 r. Klipy wideo obydwu piosenek znalazły się potem na VHS Mousou Toukakugeki. Inną wersję "JEALOUS" umieszczono później na singlu [KR]cube. Piosenka "JEALOUS" nie znajduje się na żadnym albumie studyjnym. 

## Lista utworów
Autorem tekstów jest Kyo. Muzykę do pierwszej piosenki skomponował zespół Dir en grey, zaś do drugiej - Kaoru.
1. JEALOUS (6:45)
2. Uknown...Despair..a Lost (3:48)